# 三谷伸銅
三谷伸銅株式会社（みたにしんどう）は、京都府京都市に本社を置く、伸銅製品・アルミ製品・金属加工製品の製造販売を事業とする三井金属グループの伸銅品メーカー。

## 沿革
- 宝暦年間（1751年～1764年） - 京都洛北八瀬、鞍馬、白川にて伸銅業創業、三谷合名会社を設立
- 1916年（大正5年）6月 - 三谷合名会社を設立。
- 1921年（大正10年）2月 - 三谷伸銅株式会社に改組。
- 1942年（昭和17年）5月 - 京都市南区に本社を移転。
- 1952年（昭和27年）11月 - 京都証券取引所（現在の東京証券取引所スタンダード）に上場。
- 1970年（昭和45年）7月 - 三井金属鉱業及び三井物産との間で業務協定し、資本提携。
- 1982年（昭和57年）
  - 9月 - 営業部門を分離し三谷伸銅販売株式会社を設立。三星工業株式会社（連結子会社）を設立。
  - 10月 - 三星ホック工業株式会社を吸収合併。
- 1983年（昭和58年）10月 - 京都証券取引所の上場廃止。
- 1989年（平成元年）7月 - 新キタミ株式会社（連結子会社）を設立。
- 1994年（平成6年）8月 - 株式会社エムエス（連結子会社）を設立。
- 1996年（平成8年）10月 - 三谷伸銅販売株式会社を統合。